# Lago Utah
Il lago Utah è uno dei più grandi laghi d'acqua dolce della parte occidentale degli Stati Uniti, e il più grande dello Utah. È uno dei resti del preistorico lago Bonneville. I suoi immissari principali sono i fiumi Provo, Spanish Fork e American Fork, mentre l'emissario principale è il Jordan, che poi si getta nel Grande Lago Salato. Il lago Utah è la principale fonte di acqua per la Salt Lake Valley.
Tredici specie di pesci sono originarie del lago, ma di esse rimangono solamente la Catostomus ardens e la Chasmistes liorus; quest'ultima, a rischio di estinzione, è endemica del lago, così come la 
Cottus echinatus, oggi estinta. La specie dominante nel lago è la carpa comune, introdotta nel 1881, che rappresenta il 90,9% della biomassa.